# Mario Barellini
Mario Barellini (Buonconvento, 2 febbraio 1927) è un politico italiano, ex presidente della Provincia di Siena.

## Biografia
Esponente del Partito Comunista Italiano, ha ricoperto vari ruoli dirigenziali nel PCI senese. Dopo essere stato eletto consigliere provinciale diventa capogruppo del PCI e poi assessore. Il 14 maggio 1979 viene eletto presidente della Provincia di Siena, in sostituzione del dimissionario Vasco Calonaci.
Dopo la svolta della Bolognina aderisce al Partito Democratico della Sinistra, di cui è presidente della Commissione Federale di Garanzia senese.
È stato anche presidente della Federcoop e poi membro della Direzione generale e della deputazione del Monte dei Paschi di Siena.